# Deodoro
Deodoro (Piracicaba, Brasil; 7 de junio de 1949 – São Paulo, Brasil; 25 de enero de 2024) fue un futbolista y entrenador de fútbol brasileño que jugó en la posición de defensa.

## Carrera

### Jugador
| Periodo   | Club             |
| --------- | ---------------- |
| 1969-1972 | Portuguesa       |
| 1973-1974 | CA Juventus      |
| 1975      | CR Vasco da Gama |
| 1976      | Guarani FC       |
| 1977-1978 | Coritiba FBC     |
| 1979-1984 | CA Juventus      |
| 1985      | Nacional AC      |
| 1985      | Garça FC         |

### Entrenador
Dirigió al AD Sao Caetano en 1991.

## Muerte
Deodoro sufrió un ataque cardíaco el 23 de enero de 2024. Fallecería dos días después en la ciudad de São Paulo a los 74 años.

## Logros

### Club
- Taça Danilo Leal Carneiro: 1975
- Campeonato Brasileiro Série B: 1983

### Individual
- Bola de Prata 1978[6][7]